# دهستان همایجان
دهستان همایجان نام دهستانی در بخش همایجان شهرستان سپیدان، استان فارس در ایران است. براساس سرشماری مرکز آمار ایران در سال ۱۳۸۵، جمعیت آن ۱۵۴۴۹ نفر (۳۵۴۶ خانوار) بوده‌است.